# 五間紫雲寺
24°46′06″N 121°46′22″E / 24.768371°N 121.772842°E
五間紫雲寺，簡稱紫雲寺，又稱猴齊天廟、大聖爺廟，是位於臺灣宜蘭縣壯圍鄉美城村的齊天大聖廟。

## 建廟傳說
在1979年報導時，當地八旬的陳三傳表示，約七十幾年前，被日本政府徵招外地的五間人高阿富，無意間拾獲一塊狀如孫悟空的石頭，奉若神明，返鄉後便為這尊石像在美城村堤防邊搭了一間小茅草棚。後來祭拜的村人增多，不數年即把茅草棚改建為磚瓦小廟。同時另請塑像師傅仿石像神態，雕了一尊較大的木偶金身，原來的小石像則嵌入大神像背部。
另一說，有位牧童在宜蘭河舊河道高灘地堤防邊挖洞，放入自己泥塑的齊天大聖神像祭拜。有傳說牧童姓名為林阿富與黃永昌。
還有說法是昔時流經美城村的宜蘭川，在颱風來襲時必定洪水泛濫。時有一林姓農夫夢見孫悟空吩咐他塑造一座金身神像，以保地方平安。

## 歷史沿革
1900年小廟改建為木造屋，取名為「紫雲寺」，因為位於五間庄，又稱「五間紫雲寺」，又有「猴齊天廟」、「大聖爺廟」等稱呼。廟位在宜蘭市與壯圍鄉交界處。1960年代，廟被颱風摧毀，地方人士商議在原地重建一座寬敞的新廟，部份建議趁此北遷至頂埔七張路口，雙方意見相持不下，遂以擲杯決定地重建，廟門改為座南朝北。
作家吳敏顯在1979年寫文介紹時，正殿神位為著色彩、上題「水濂洞」的立體石山洞穴，內有高約一公尺、右手持葫蘆、左手提金箍棒的孫悟空神像。洞穴兩旁則有四個小洞穴，供奉孫悟空的猴面金身神像，係供出巡及信徒請回家祭祀之用。紫雲寺正門書寫是「證果修道」、左側門「扶危濟顛」、右側門「歸真祛邪」。而門框上的正門、右門、左門聯分別為：「取經救世庄沾惠澤，求籤超生戶戶沐恩膏」、「善取金鈴變化降魔怪，專憑鐵棒莊嚴伏邪王。」、「降怪降妖殷勤施妙法，救師救弟盡職展神功。」
1992年時，廟方花費一千多萬元在猴年來臨前完成重建。廟佔地240坪則全係信徒所捐，神像泥塑像也換成木雕金身。正殿不再是水濂洞形狀，改由雲林縣木雕師傅駐廟半年，雕成九十面透雕花堵、八根圓雕雙龍柱、兩根圓雕花鳥柱、一片九龍門楣、兩片五龍門楣。
2004年再修建。

## 祭祀活動
以農曆十月十二為祭祀，四年舉行一次大拜拜。信徒會以香蕉敬奉齊天大聖。主神像有立姿，稱為「武大聖」，作為趨逐妖邪、捉拿鬼怪之用；坐姿稱為「文大聖」，給信眾祈求人畜平安。但廟方禁辦過火儀式，因《西遊記》孫悟空在火焰山被火燒猴毛；且禁演三藏取經戲碼，因孫悟空不想再受唐三藏的緊箍咒。
信徒會帶著不聽話的孩子去拜，請孫悟空代管。台電人員也曾來此祭拜，請求代管猴子。
亦祭祀豬八戒、沙悟淨。

## 相關軼事
2000年中華民國總統選舉期間，1999年7月19日，之前被李登輝總統比喻是孫悟空的無黨籍總統候選人宋楚瑜來此拉票時，伸長手掌表示孫悟空逃不出如來佛的五指山，並把人民比喻如來佛，《中華民國憲法》比成五指山。
親民黨政治人物鄭美蘭為此廟信徒，在2004年中華民國立法委員選舉就請來一尊齊天大聖神像到競選總部坐鎮。
2006年10月18日時，一尊媽祖與千里眼、順風耳的神像被遺棄此廟旁。廟方擲筊請示齊天大聖與媽祖，結果齊天大聖不讓落難的媽祖暫居紫雲寺，媽祖也不願暫住。於是廟方報警請來有「靈異警察」之稱的壯圍分駐所警員簡文進跨轄幫忙。簡文進先向媽祖表明身分，並懇請媽祖先暫居一夜，結果筊杯應聲聖杯，讓旁觀者嘖嘖稱奇。

## 圖集
- 門牌為美城村大福路三段449號。
- 沿革有寫1962年被歐珀颱風摧毀。
- 神像
- 武暖石橋頭福德廟披上該廟紅綾的神像。